# Georges Jouve
Pour les articles homonymes, voir Jouve.
Georges Jouve, né le 8 décembre 1910 à Fontenay-sous-Bois (Val-de-Marne) et mort le 1er mars 1964 à Aix-en-Provence (Bouches-du-Rhône), est un céramiste français.

## Biographie et carrière
Ses parents étaient tous deux décorateurs, et sa sœur aînée, née en 1908, sera céramiste sous le nom de Denise Gatard. A 17 ans, Georges Jouve s'inscrit à la prestigieuse École Boulle de Paris où il reçoit une formation théorique en histoire de l'art en plus de ses études techniques de sculpteur. Après avoir obtenu son diplôme en 1930, il se lance pour la première fois dans la carrière artistique en tant que décorateur de théâtre. Pendant la Seconde Guerre mondiale, il est fait prisonnier par les Allemands et interné dans un camp allemand. Après plusieurs tentatives, il s'échappe du camp et se réfugie chez ses beaux-parents à Dieulefit, village de potiers de la Drôme. En 1944, Georges Jouve et sa famille retournent à Paris. Il y ouvre son atelier et est invité par Jacques Adnet à participer à l'exposition « La Céramique Contemporaine » de la Compagnie des Arts Français. Il participe ensuite chaque année à de nombreux salons en France et à l'international tels que le Salon des artistes décorateurs à Paris, l'Association française d'action artistique à Rio de Janeiro, Vienne, Toronto, Rome, Milan et Le Caire,.